# Gran Premio Jornal de Noticias
El Gran Premio Jornal de Noticias es una carrera ciclista por etapas que se disputaba anualmente en Portugal, desde el año 1979.
Se disputa sobre cinco etapas y tiene principio y final en la ciudad de Oporto.
Los portugueses Fernando Carvalho y Joaquim Gomes, con dos victorias, son los únicos corredores que se han impuesto en más de una ocasión.
La prueba está patrocinada por el periódico Jornal de Notícias, editado en Oporto.

## Palmarés
| Año       | Vencedor                       | Segundo                        | Tercero                        |
| --------- | ------------------------------ | ------------------------------ | ------------------------------ |
| 1979      | Francisco Miranda              | José Sousa Santos              | António Alves                  |
| 1980      | Venceslau Fernandes            | Abel Coelho                    | Luis Teixeira                  |
| 1981      | Alfredo Gouveia                | Benjamim Carvalho              | Marco Chagas                   |
| 1982      | Manuel Zeferino                | Luis Teixeira                  | Benedito Ferreira              |
| 1983      | Adelino Teixeira               | Venceslau Fernandes            | Benjamim Carvalho              |
| 1984      | Eduardo Correia                | Fernando Carvalho              | Venceslau Fernandes            |
| 1985      | Paulo Ferreira                 | Manuel Cunha                   | António Fernandes              |
| 1986      | Fernando Carvalho              | Benjamim Carvalho              | Marino Fonseca                 |
| 1987      | Américo José Neves Da Silva    | Venceslau Fernandes            | Eduardo Correia                |
| 1988      | Manuel Correia                 | Manuel Abreu                   | Cayn Jack Theakston            |
| 1989      | Fernando Carvalho              | Antonio Pinto                  | Orlando Neves                  |
| 1990      | Jorge Silva                    | José Xavier                    | Eduardo Correia                |
| 1991      | Manuel Cunha                   | Cássio Freitas                 | Delmino Pereira                |
| 1992      | Cássio Freitas                 | Joaquim Andrade                | Delmino Pereira                |
| 1993      | Vítor Gamito                   | Cássio Freitas                 | Manuel Cunha                   |
| 1994      | Francisco Cerezo               | Carlos Pinho                   | João Silva                     |
| 1995      | Joaquim Gomes                  | Paulo Ferreira                 | Quintino Rodrigues             |
| 1996      | Paulo Ferreira                 | Joaquim Gomes                  | Antonio Faisco                 |
| 1997      | Yevgueni Berzin                | Daniel Clavero                 | Cândido Barbosa                |
| 1998      | Romāns Vainšteins              | Vítor Gamito                   | Álvaro González de Galdeano    |
| 1999      | Melcior Mauri                  | José Alberto Martínez          | Joaquim Adrego Andrade         |
| 2000      | Mikel Artetxe                  | José Azevedo                   | Claus Michael Møller           |
| 2001      | Joan Horrach                   | Ángel Edo                      | Iban Mayo                      |
| 2002-2012 | No se organizó                 | No se organizó                 | No se organizó                 |
| 2013      | César Fonte                    | Delio Fernández                | Gustavo César Veloso           |
| 2014      | No se organizó                 | No se organizó                 | No se organizó                 |
| 2015      | António Carvalho               | Diego Rubio                    | Bruno Silva                    |
| 2016      | Rafael Reis                    | António Carvalho               | Vicente García de Mateos       |
| 2017      | Raúl Alarcón                   | João Benta                     | Rui Vinhas                     |
| 2018      | António Carvalho               | Edgar Pinto                    | Joni Brandão                   |
| 2019      | Ricardo Mestre                 | Joni Brandão                   | Alejandro Marque               |
| 2020      | No se organizó por la COVID-19 | No se organizó por la COVID-19 | No se organizó por la COVID-19 |
| 2021      | Joaquim Silva                  | Ricardo Vilela                 | Alejandro Marque               |

## Palmarés por países
| País     | Victorias |
| -------- | --------- |
| Portugal | 22        |
| España   | 5         |
| Rusia    | 1         |
| Letonia  | 1         |
| Brasil   | 1         |